# Districtul Mansoura (Bordj Bou Arreridj)
Mansoura este un district din provincia Bordj Bou Arreridj, Algeria.